# 埃斯托夫
埃斯托夫是德国下萨克森州的一个市镇。总面积19.78平方公里，总人口1709人，其中男性846人，女性863人（2011年12月31日），人口密度86人/平方公里。